# Nicolas Betticher
Nicolas Betticher, né le 10 mai 1961 à Fribourg, est un prêtre catholique suisse. 

## Biographie
Nicolas Betticher naît le 10 mai 1961 à Fribourg. Il a deux frères. Leur père est un ancien directeur de la Banque cantonale de Fribourg.

### Formation
Après le gymnase, il obtient une licence en ethnologie, un doctorat en droit canon, puis un doctorat en théologie en 1995.

### Carrière professionnelle
Il est porte-parole de la conférence des évêques suisses de 1995 à 2000, et quitte ce poste pour devenir porte-parole du département fédéral de justice et police à partir du 1er janvier 2001. Il quitte ce poste après six mois pour « raisons personnelles », et devient porte-parole et chancelier du diocèse de Lausanne, Genève et Fribourg. En parallèle de cela, il se présente au Grand Conseil du canton de Fribourg sous l'étiquette du PDC, et y est élu le 11 novembre 2001 pour la législature 2002-2006. Il en démissionne le 3 novembre 2004, étant « sous le feu des critiques quant à sa double casquette, il opte pour l’Église et sa fonction de chancelier de l’Évêché ». Il était « contesté dans son camp politique et dans les paroisses », et était considéré comme « manipulateur, intrigant, hypocrite, fuyant ou encore hautain » par ses détracteurs.

### Parcours sacerdotal
Il est ensuite ordonné diacre, puis prêtre le 2 décembre 2007 par Bernard Genoud, sans formation dans un séminaire, ce qui lui vaut des critiques,,.  Nommé chanoine de la cathédrale Saint-Nicolas de Fribourg et de la basilique Notre-Dame de Fribourg en 2008, il est ensuite nommé vicaire général du diocèse, poste qu'il occupe jusqu'à l'arrivée de Charles Morerod en décembre 2012. Il devient alors collaborateur du nonce apostolique Diego Causero, tout en redevenant en parallèle porte-parole de la conférence épiscopale en septembre 2012, poste qu'il quitte en janvier 2014, estimant « ne pas avoir les bonnes conditions pour travailler professionnellement ». Cette démission coïncide avec une fuite d'une liste de candidats à la charge d'évêque de Sion, sans lien connu entre les deux évènements. 
En 2015, Felix Gmür le nomme curé à Berne, et il est incardiné dans le diocèse de Bâle en 2020. 
En 2022, il écrit un livre dans lequel il remet en question les dynamiques de pouvoir au sein de l'Église,. Tout au long de ces années, il est, depuis 2010, juge de l'officialité interdiocésaine suisse.

## Abus sexuels dans l'Église catholique en Suisse
En 2023, il rédige un courrier destiné au Vatican adressé au nonce apostolique en Suisse qui, censé rester confidentiel, accuse plusieurs prêtres et évêques helvétiques d’avoir dissimulé des affaires d’abus sexuels au sein du clergé suisse, plus particulièrement au sein de membres de la conférence des évêques du pays. Ce courrier choque des victimes d'abus ainsi que le groupe SAPEC, qui estime que Betticher « se présente "comme le chevalier blanc", car "c'est une manière de sauver sa peau" ». À la suite de cela, il reçoit des menaces de mort, notamment un cercueil en carton posé devant sa porte,,.
Ses accusations contre Charles Morerod, Alain de Raemy, Jean-Claude Périsset et Pierre Bürcher sont classées sans suite par le procureur général de Fribourg le 20 décembre 2023, étant « soit lacunaires, soit dénuées de caractère pénal »,. Une enquête canonique, menée par Joseph Bonnemain sur mandat du Dicastère pour les évêques, a lieu de juin 2023 à début 2024. Les conclusions indiquent n'avoir trouvé « aucun élément permettant d’identifier des délits punissables, de dissimulation, de négligence ou d’erreur qui nécessiteraient l’ouverture d’une procédure pénale canonique » envers ces prélats. Des « réprimandes canoniques » sont néanmoins prononcées, pour ne pas avoir respecté des procédures canoniques.